# Diagoras von Rhodos

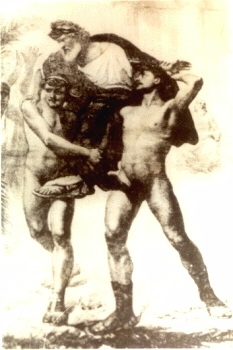
Diagoras mit seinen beiden Söhnen (neuzeitliche Darstellung)

Diagoras von Rhodos (altgriechisch Διαγόρας Diagóras; † angeblich 448 v. Chr.) war ein berühmter antiker Faustkämpfer. Sein Geburtsjahr ist nicht bekannt. Er war ein Enkel des Aristomenes, unter dem sich im Zweiten Messenischen Krieg die Messenier gegen die Spartaner erhoben. Diagoras wurde 464 v. Chr. Olympiasieger. Bei den Isthmischen Spielen siegte er viermal, mehrmals auch bei den Pythischen und den Nemeischen Spielen.
Der Dichter Pindar widmete ihm die 7. Olympische Ode, die in Ialysos auf Rhodos vorgetragen wurde, für den Sieg im Jahr 464 v. Chr.: „… auf dass ich den geraden Kämpfer, den gewaltigen Mann, / Der sich an dem Alpheios den Kranz geholt hat, / Lobe, zum Lohn auch für den Faustkampf / Beim Quell Kastalia…“
Diagoras galt als Ausnahmeathlet (Periodonike), denn er hatte alle vier panhellenischen Spiele eines Umlaufs gewonnen. Er wurde als fairer Athlet gefeiert, der ehrlich kämpfte. Seine ebenfalls sportlichen Söhne Akusilaos (Faustkampf) und Damagetos (Pankration), dieser bereits 452 v. Chr. Sieger, wurden beide am selben Tag bei den Olympischen Spielen von 448 v. Chr. Olympiasieger.  Wie Marcus Tullius Cicero überliefert, starb der Vater nach diesem Sieg, als ihn die beiden Söhne auf ihren Schultern durch das Stadion trugen und die Menge ihm zurief: „Stirb, Diagoras! In den Himmel kannst du nicht auch noch hinauf.“ Sein dritter Sohn Dorieus wurde später dreifacher Periodonike durch Siege im Pankration (432 bis 424 v. Chr.), bevor er als Flottenkommandant im Peloponnesischen Krieg diente und später von den Spartanern als Verräter hingerichtet wurde. Auch Diagoras’ Enkel waren erfolgreiche Athleten, weshalb seine Familie, die Eratiden, sich den Namen Diagoriden (nach Diagoras) gab. Sie gilt als die erfolgreichste Sportlerfamilie der Antike.